# 魔杰座
《魔杰座》是台灣歌手周杰倫發行第九張國語專輯。

## 專輯資料
《魔杰座》的名稱來源於周杰倫的星座摩羯座，本張專輯以「撲克牌」作為專輯主題，周杰倫化身成魔術師與小丑。其中主打歌《稻香》率先於9月22日各大電台播放。《魔杰座》未能逃脫以往專輯遭洩露的命運，所有曲目在官方發行之前被網站提前洩密曝光。因此本應在10月9日發行的《魔杰座》被唱片公司推遲到10月14日發行。

## 曲目
| CD       | CD                               | CD             | CD       | CD    |
| 曲序     | 曲目                             |                | 编曲     | 时长  |
| -------- | -------------------------------- | -------------- | -------- | ----- |
| 1.       | 龙战骑士                         | 方文山         | 钟兴民   | 4:31  |
| 2.       | 给我一首歌的时间                 | 周杰伦         | 林迈可   | 4:13  |
| 3.       | 蛇舞                             | 黄俊郎         | 黃雨勳   | 2:54  |
| 4.       | 花海                             | 古小力、黄凌嘉 | 黃雨勳   | 4:24  |
| 5.       | 魔术先生                         | 方文山         | 钟兴民   | 3:47  |
| 6.       | 说好的幸福呢                     | 方文山         | 钟兴民   | 4:16  |
| 7.       | 兰亭序                           | 方文山         | 钟兴民   | 4:13  |
| 8.       | 流浪诗人（演唱：周杰倫、楊瑞代） | 方文山         | 蔡科俊   | 2:49  |
| 9.       | 时光机                           | 方文山         | 黃雨勳   | 5:11  |
| 10.      | 乔克叔叔                         | 黄俊郎         | 黃雨勳   | 4:16  |
| 11.      | 稻香                             | 周杰伦         | 黃雨勳   | 3:43  |
| 总时长： | 总时长：                         | 总时长：       | 总时长： | 45:17 |

## 制作团队
| 录音师 - 杨瑞代（#1~#6、#8~#11） - 柯宗佑（#7） - 毛琮文（#8） 弦乐/钢管录音师 - 台北：钟兴民（#1、#6、#7） - 台北：痞克四小颖（#5） 混音师 - 杨大纬（#1~#11） | 录音室 - JVR Studio（#1~#6、#8~#11） - 杨大纬录音工作室（#7） - Studio-One录音室（#8） - Again录音室（#8） 弦乐/钢管录音室 - 台北：果核Room19录音室（#1、#5~#7） 混音室 - 杨大纬录音工作室（#1~#11） |

| 乐器演奏 吉他 - 痞克四大宗（#1） - 李庭匡（#4） - 蔡科俊Again（#8、#9） 貝斯 - 痞克四小颖（#1） 小喇叭 - Rusillon Nicolas（#5） 伸缩喇叭 - Rusillon Nicolas（#5） 萨克斯风 - 段承洋（#5） 竖笛 - 林姿吟（#5） 二胡 - 刘思捷（#7） 鼓 - 陈柏州（#8） | 和声编写 - 周杰伦（#1~#3、#6、#10、#11） 和声 - 周杰伦（#1~#3、#6、#10、#11） 弦乐/钢管编写 - 钟兴民（#1、#5~#7） 弦乐 第一小提琴 - 郑泽勋（#1、#6、#7） 第二小提琴 - 陈晏榕（#1、#6、#7） 中提琴 - 颜琬蕙（#1、#6、#7） 大提琴 - 罗月延（#1、#6、#7） |

## 音樂錄影帶
| 歌名             | 導演   | 合作演出       | 附註 |
| ---------------- | ------ | -------------- | ---- |
| 龍戰騎士         | 周杰倫 |                |      |
| 給我一首歌的時間 | 周杰倫 |                |      |
| 蛇舞             | 周杰倫 | 梁心頤         |      |
| 花海             | 葉耀鴻 | 陳楚河、陳郁雯 |      |
| 魔術先生         | 周杰倫 |                |      |
| 說好的幸福呢     | 周杰倫 | 陳匡怡         |      |
| 蘭亭序           | 方文山 | 黃騰德、吳以琳 |      |
| 流浪詩人         | 周杰倫 | 楊瑞代         |      |
| 時光機           | 周杰倫 |                |      |
| 喬克叔叔         | 周杰倫 |                |      |
| 稻香             | 周杰倫 |                |      |

## 奖项与提名
| 奖项             | 提名                | 结果 |
| ---------------- | ------------------- | ---- |
| 最佳國語專輯獎   | 《魔杰座》          | 提名 |
| 最佳國語男歌手獎 | 周杰伦/《魔杰座》   | 獲獎 |
| 最佳年度歌曲獎   | 〈稻香〉            | 獲獎 |
| 最佳音樂錄影帶獎 | 周杰伦/〈魔術先生〉 | 獲獎 |
| 最佳作曲人獎     | 周杰伦/〈稻香〉     | 提名 |
| 最佳作詞人獎     | 周杰伦/〈稻香〉     | 提名 |
| 最佳編曲人獎     | 鍾興民/〈魔術先生〉 | 提名 |
| 最佳專輯製作人獎 | 周杰伦/《魔杰座》   | 提名 |